# Білл Хей
Білл Хей (англ. Bill Hay; 9 грудня 1935, Ламсден, Саскачеван — 26 жовтня 2024) — канадський хокеїст, що грав на позиції центрального нападника. Володар Кубка Стенлі. Провів понад 500 матчів у Національній хокейній лізі.
Згодом хокейний функціонер, баготорічний керівник Зали слави хокею, а з 2015 року і член Зали слави в категорії «Функціонери».

## Ігрова кар'єра
Хокейну кар'єру розпочав 1952 року.
Усю професійну клубну ігрову кар'єру, що тривала 8 років, провів, захищаючи кольори команди «Чикаго Блек Гокс».
Загалом провів 573 матчі в НХЛ, включаючи 67 ігор плей-оф Кубка Стенлі.

## Робота функціонера
Після завершення ігрової кар'єри вдало займався бізнесом, не втрачаючи зв'язку з хокеєм. З 1980 року входив до комітету з обрання нових членів Зали слави хокею. 1991 року був обраний президентом і виконавчим директором клубу НХЛ «Калгарі Флеймс», в структурі якого пропрацював до 1995 року, в якому увійшов до Ради директорів Зали слави хокею. За декілька років був обраний Головою Ради директорів і виконавчим директором цієї організації. Працював на цих посадах до виходу на пенсію у 2013 році.
2015 року його внесок у розвиток і популяризацію хокею було оцінено включенням до числа членів Зали слави в категорії «Функціонери».

## Смерть
Помер 26 жовтня 2024 року в віці 88 років.

## Нагороди та досягнення
- Пам'ятний трофей Колдера — 1960.
- Учасник матчу усіх зірок НХЛ — 1960, 1961.
- Володар Кубка Стенлі в складі «Чикаго Блек Гокс» — 1961.

## Статистика
| Сезон        | Клуб                      | Ліга         | Регулярний сезон | Регулярний сезон | Регулярний сезон | Регулярний сезон | Регулярний сезон | Плей-оф | Плей-оф | Плей-оф | Плей-оф | Плей-оф |
| Сезон        | Клуб                      | Ліга         | І                | Г                | П                | О                | ШХ               | І       | Г       | П       | О       | ШХ      |
| ------------ | ------------------------- | ------------ | ---------------- | ---------------- | ---------------- | ---------------- | ---------------- | ------- | ------- | ------- | ------- | ------- |
| 1952-53      | «Реджайна Петс»           | ЗХЛ          | 29               | 14               | 17               | 31               | 22               | 7       | 0       | 2       | 2       | 0       |
| 1953-54      | «Саскачеван Хаскіс»       | ЗКМАА        | 5                | 4                | 1                | 5                | 4                | —       | —       | —       | —       | —       |
| 1954-55      | «Реджайна Петс»           | ЗХЛ          | 33               | 16               | 31               | 47               | 68               | 14      | 8       | 2       | 10      | 6       |
| 1954-55      | «Реджайна Петс»           | МК           | —                | —                | —                | —                | —                | 15      | 12      | 11      | 23      | 12      |
| 1955-56      | «Колорадо Коледж Тайгерс» | НКАА         | —                | —                | —                | —                | —                | —       | —       | —       | —       | —       |
| 1956-57      | «Колорадо Коледж Тайгерс» | НКАА         | 30               | 28               | 45               | 73               | —                | —       | —       | —       | —       | —       |
| 1957-58      | «Колорадо Коледж Тайгерс» | НКАА         | 30               | 32               | 48               | 80               | 23               | —       | —       | —       | —       | —       |
| 1958-59      | «Калгарі Стампідерс»      | ЗХЛ          | 53               | 24               | 30               | 54               | 27               | 8       | 3       | 5       | 8       | 6       |
| 1959-60      | «Чикаго Блек Гокс»        | НХЛ          | 70               | 18               | 37               | 55               | 31               | 4       | 1       | 2       | 3       | 2       |
| 1960-61      | «Чикаго Блек Гокс»        | НХЛ          | 69               | 11               | 48               | 59               | 45               | 12      | 2       | 5       | 7       | 20      |
| 1961-62      | «Чикаго Блек Гокс»        | НХЛ          | 60               | 11               | 52               | 63               | 34               | 12      | 3       | 7       | 10      | 18      |
| 1962-63      | «Чикаго Блек Гокс»        | НХЛ          | 64               | 12               | 33               | 45               | 36               | 6       | 3       | 2       | 5       | 6       |
| 1963-64      | «Чикаго Блек Гокс»        | НХЛ          | 70               | 23               | 33               | 56               | 30               | 7       | 3       | 1       | 4       | 4       |
| 1964-65      | «Чикаго Блек Гокс»        | НХЛ          | 69               | 11               | 26               | 37               | 36               | 14      | 3       | 1       | 4       | 4       |
| 1965-66      | «Чикаго Блек Гокс»        | НХЛ          | 68               | 20               | 31               | 51               | 20               | 6       | 0       | 2       | 2       | 4       |
| 1966-67      | «Чикаго Блек Гокс»        | НХЛ          | 36               | 7                | 13               | 20               | 12               | 6       | 0       | 1       | 1       | 4       |
| Усього в НХЛ | Усього в НХЛ              | Усього в НХЛ | 506              | 113              | 273              | 386              | 244              | 67      | 15      | 21      | 36      | 62      |